# 电影节
影展，又稱電影節，是在限定時間內播映多部電影的組織性活動，多半在一個城市或區域內的電影院及其映演空間舉行，近期也有越來越多在室外映演。 各類影展或有側重，有者針對特定电影类型（如动画、紀錄片）或題材，有者聚焦於個別導演或議題（如）。2013年一份研究報告指出，現有大約3000個影展在世界各地舉行。
影展可以分為競賽型和觀摩型（非競賽型），不少大型影展兼而有之。個別大型影展或許要求參賽電影在當地甚或國際未曾公映。競賽型影展，或是影展的競賽單元，會在展期開始前篩選報名作品，公佈入選名單。決選則於影展期間進行，由主辦方邀請之人組成的評審團共同觀影，舉行評審會議，並決定獲獎名單，一般會在展期末尾頒獎。除電影放映及評獎外，特定电影节也會舉辦市場展，即為電影業者用於交易電影的平臺。此外，近來亦有影展舉辦訓練營、大師班、提案會、工作坊、講座等培養電影新人的活動。
坎城影展、威尼斯影展、柏林影展獲譽為世界三大影展，與多伦多影展、日舞影展並稱世界五大影展。坎城影展或許最負盛名。威尼斯影展是全世界第一個影展。

## FIAPF 認證的影展
国际电影制片人协会（FIAPF）對國際电影节予以認證並分為四類，非专门类竞赛型（A-list）、专门类竞赛型（B-list）、非竞赛型（C-list）、紀錄片及短片專門類（D-list），但非等級高低之分；屬於非競賽型的多倫多國際電影節極具影響力。FIAPF總幹事稱所謂“A-list”用詞不當，名單純屬描述此等影展的競賽型態，而非定性之分。
- 詳見：FIAPF认證的各类影展

獲得FIAPF認證僅僅意味著，該影展承諾執行FIAPF成員劃定的標準，例如清晰的評選流程，對保障放映機、拷贝及盗版的有力關切。

## 獨立影展
許多影展不經FIAPF認證而成功舉辦。其中圣丹斯电影节最為著名，甚至獲MUBI推崇而列居第四位，僅次於三大影展。